# Ranza
Der Ranza ist ein kleiner Fluss im Norden der schottischen Insel Arran. Er fließt in etwa 360 m Höhe aus dem kleinen See Loch na Davie in nördlicher Richtung ab. Auf seinem 5,5 km langen Lauf durchfließt er zunächst Gleann Easan Biorach, ein Nebental von Glen Ranza und dann Glen Ranza selbst. Vorbei an der Whiskybrennerei Arran mündet der Ranza bei Lochranza in den Loch Ranza, einer Bucht des Kilbrannan-Sunds.